# فولكس فاغن كارمان غيا
فولكس واجن كارمان غيا (بالألمانية: VW Karmann-Ghia)‏ كوبيه 2 +2، قابلة للتحويل قامت فولكس واجن بتسويقها ما بين 1955-1974 - تجمع بين هيكل وميكانيكا الخنفساء نوع 1، صممها لويجي سيغري من كاروزيرا غيا الإيطالية، وصنعها المدرب الألماني، باني كارمان يدويًا.
أنتج منها 445,000  سيارة في ألمانيا - غير شاملة للنوع 34. أنتجت كارمان 41,600 سيارة في أمريكا الجنوبية بين عامي 1962 و 1975.

## معرض صور

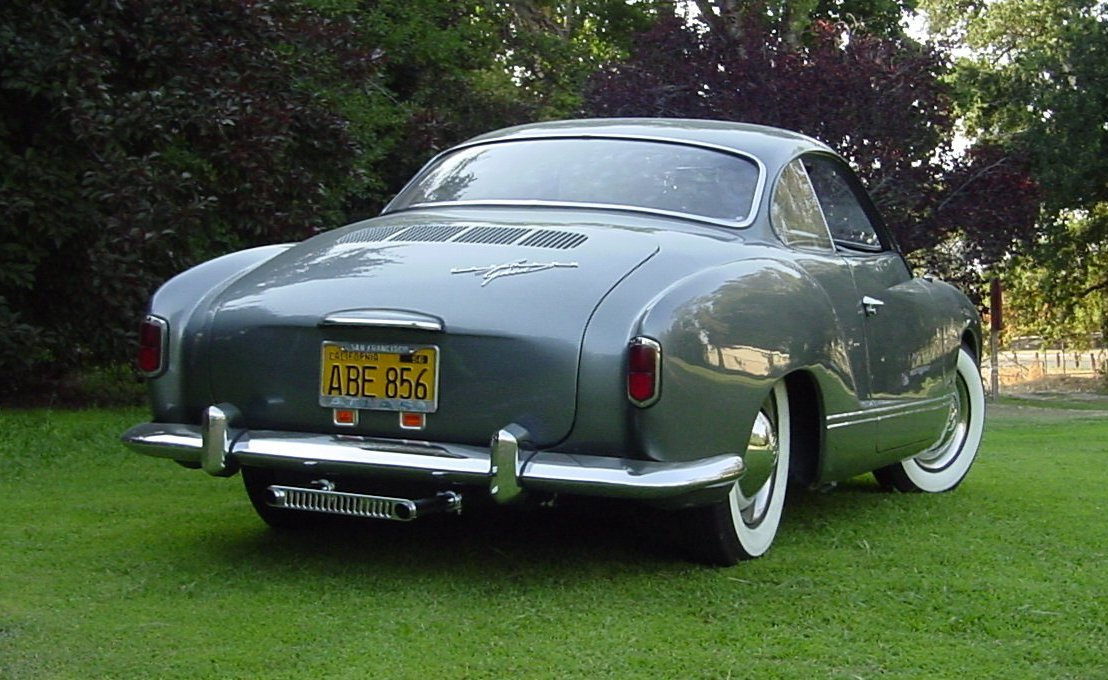
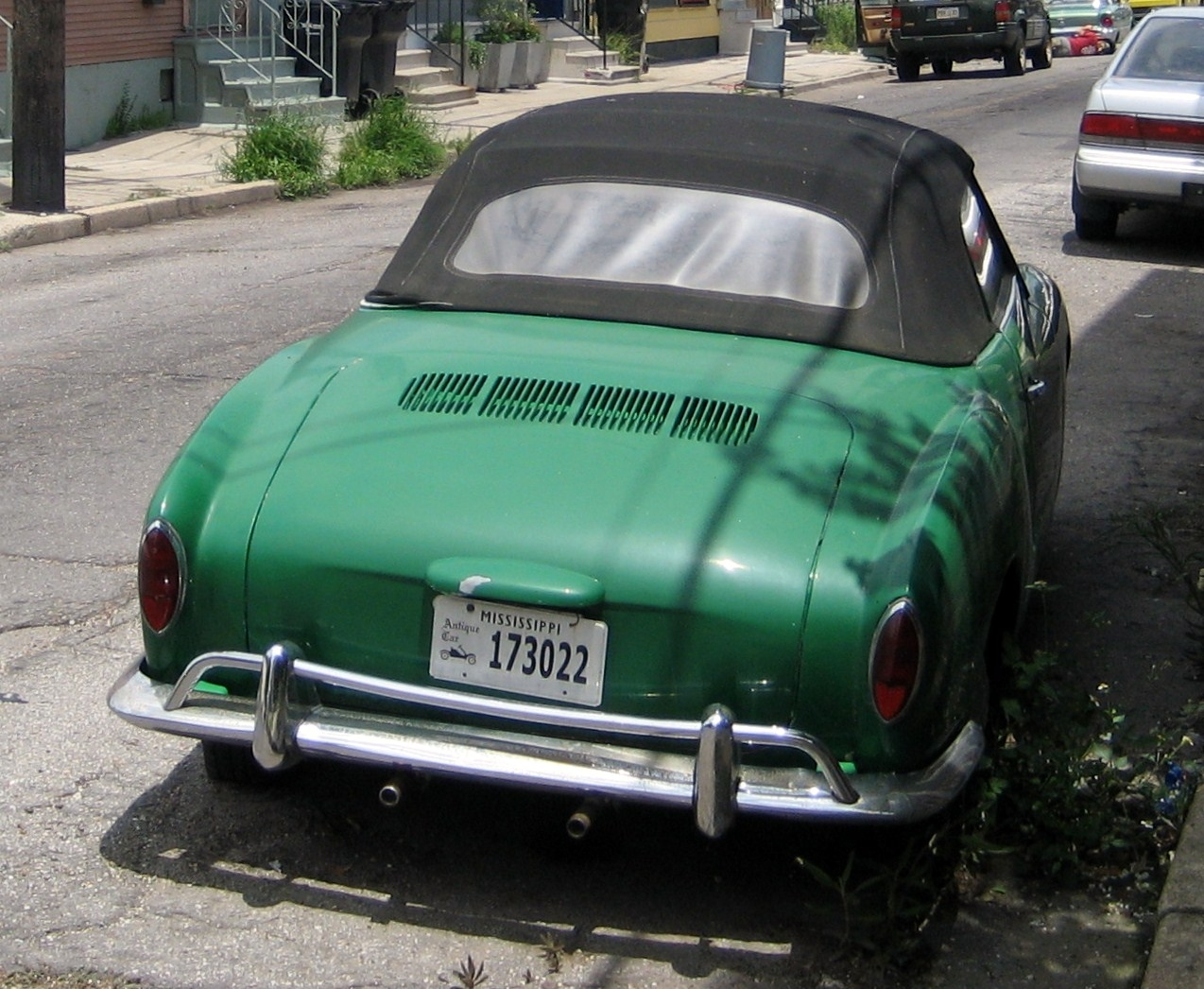
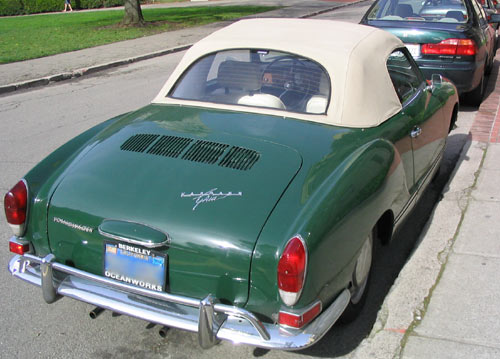
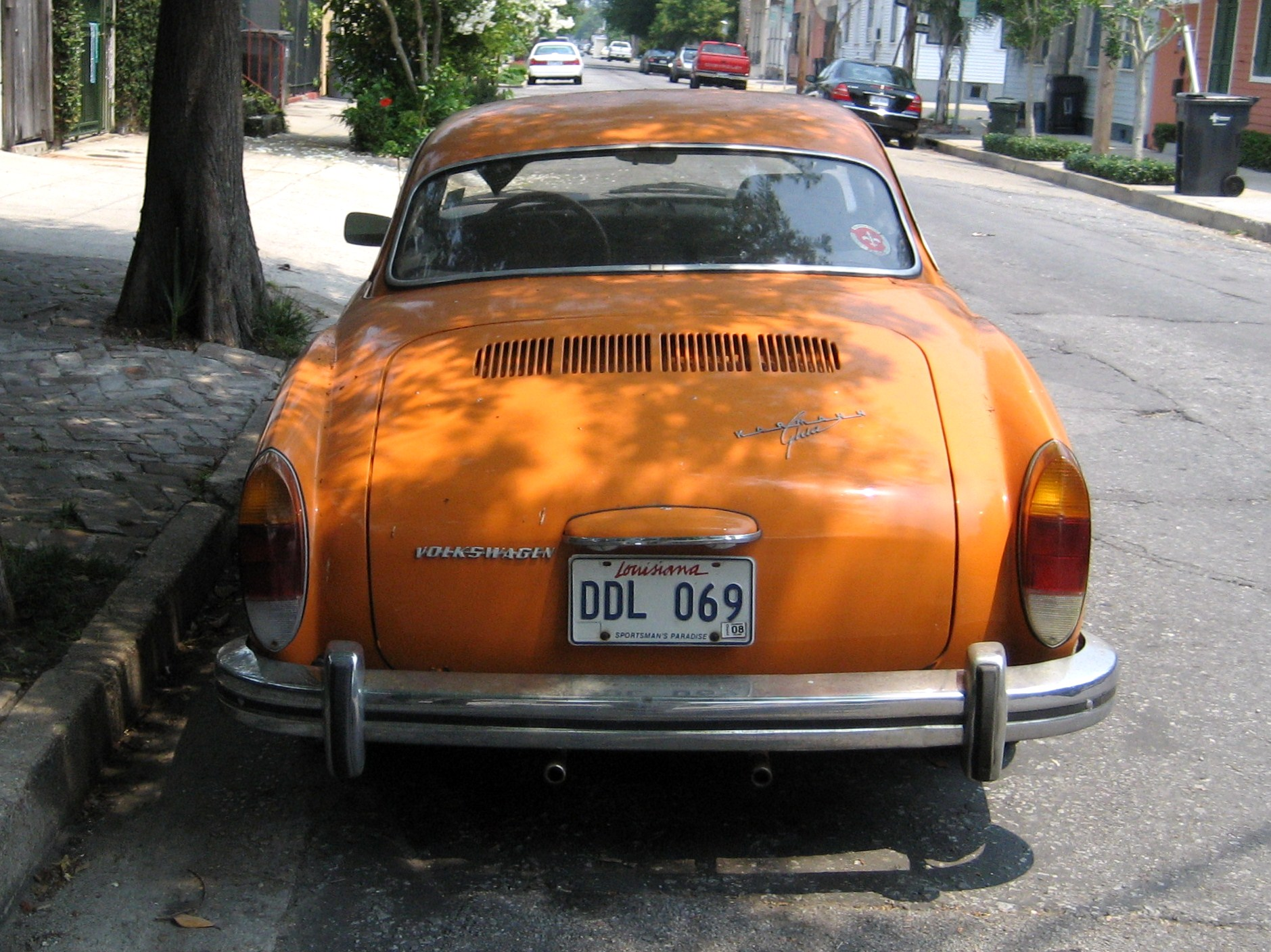
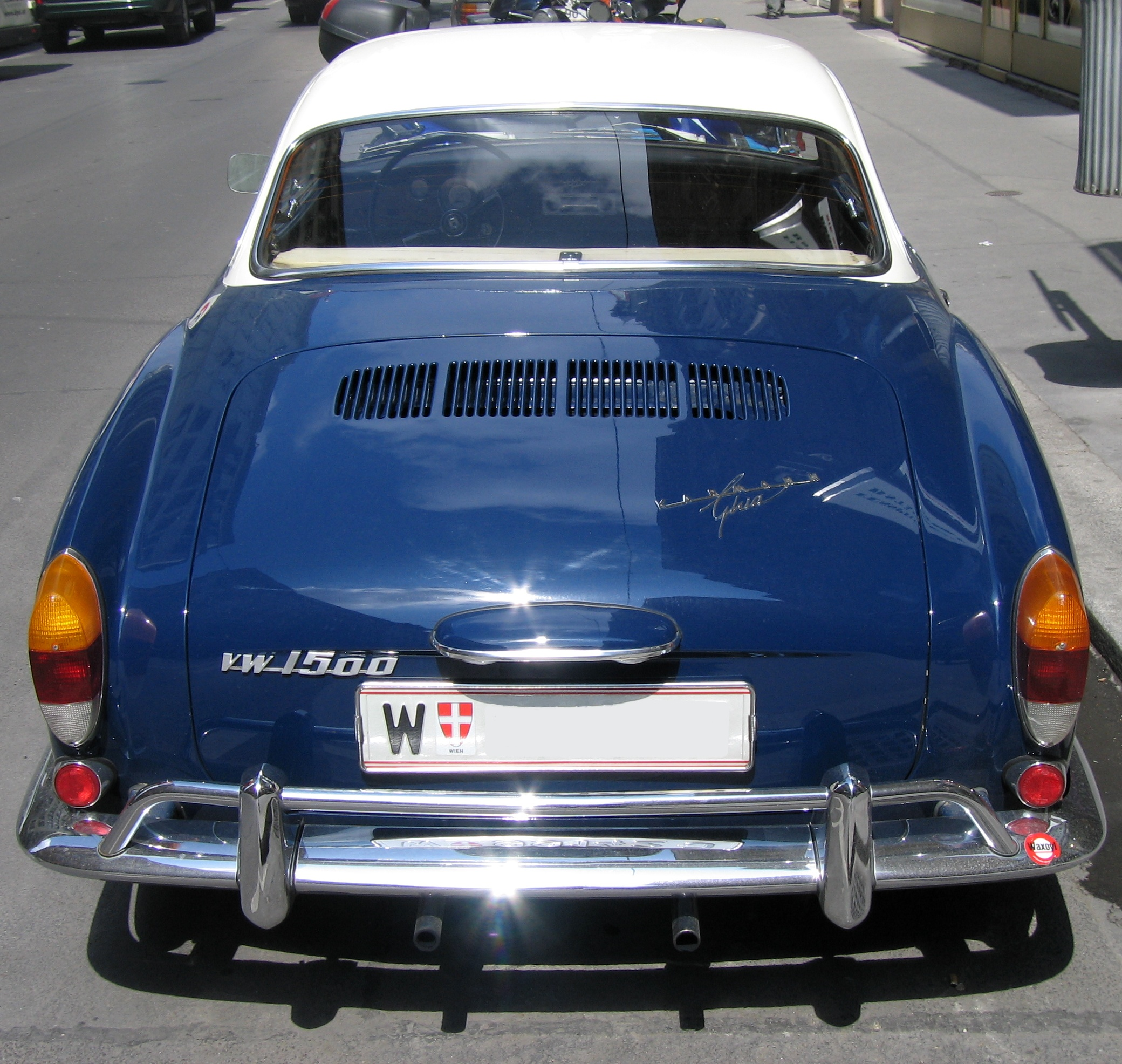